# Модолешти (Интрегалде)
Модолешти (рум. Modolești) насеље је у Румунији у округу Алба у општини Интрегалде. Oпштина се налази на надморској висини од 581 m.

## Становништво
Према подацима из 2002. године у насељу је живело 129 становника, од којих су сви румунске националности.